# JANJAN
JANJAN (最近ではJanJanの表記へ統一), de afkorting voor Japan Alternative News for Justices and New Cultures, was een Japanse nieuwswebsite. De nieuwswebsite werd opgericht door Ken Takeuchi, een voormalig journalist van de Asahi Shimbun en oud-burgemeester van de stad Kamakura. De eigenaar van de nieuwswebsite is het softwarebedrijf Fujisoft. De website ging van start in februari 2003. De website wordt als een pionier van de burgerjournalistiek in Japan beschouwd. Op zijn hoogtepunt in 2008 had de nieuwswebsite 5000 medewerkers. Janjan publiceerde regelmatig kritische artikelen over taboe-onderwerpen zoals de Japanse walvisvangst en de geheime afspraken tussen de media en de overheid.
Janjan is eveneens verantwoordelijk voor het verkiezingsportaal Za Senkyo (ザ・選挙, de verkiezingen), een volledige en regelmatig bijgewerkte database met informatie over politici en verkiezingen in Japan.
De nieuwswebsite schortte op 1 maart 2010 voor onbepaalde tijd haar activiteiten op. Op 24 april 2010 hervatte Janjan haar activiteiten onder de vorm van een weblog.